# سنان (مقاطعة فسا)
سنان (بالفارسية: سنان) هي قرية تقع في قسم فدشكويه الريفي في إيران. يقدر عدد سكانها بـ 1,854 نسمة .